# Homonemobius africanus
Homonemobius africanus är en insektsart som beskrevs av Lucien Chopard 1955. Homonemobius africanus ingår i släktet Homonemobius och familjen syrsor. Inga underarter finns listade i Catalogue of Life.